# Maaksel
Maaksel (Engels: fabric) is in de geologie de ruimtelijke en geometrische ligging van elementen in een gesteente. Dat kunnen bijvoorbeeld mineralen of klasten zijn. Een verwant begrip is textuur, dat behalve het maaksel ook andere dingen, zoals korrelgrootte en -vorm bevat.

## Soorten maaksel
In sedimentair gesteente is soms sprake van een voorkeursoriëntatie van de lange as van de klasten. Dit is primair maaksel (primary fabric). Als de klasten schuin over elkaar liggen, is dit imbricatie. Een dergelijke voorkeursoriëntatie ontstaat als het gesteente in een stroming gevormd werd, waardoor klasten min of meer in dezelfde oriëntatie afgezet worden.
Andere soorten maaksels worden veroorzaakt door deformatie van het gesteente. Vormmaaksel (shape fabric) is een maaksel waarbij elementen met ongelijke assen, zoals platige of naaldvormige mineralen, een voorkeursoriëntatie hebben. Een vormmaaksel kan veroorzaakt worden door deformatie van oorspronkelijk equidimensionale elementen. Naast een voorkeursoriëntatie van de korrelvorm, kan ook de oriëntatie van de optische assen van een mineraal verschillen. De kristaloriëntatie is een voorkeursoriëntatie van het kristalrooster van mineralen. Het ontstaat bij ductiele deformatie als gevolg van dislocatiekruip.
In tektonische gesteentes is maaksel of fabric een sterk aanwezige doordringende textuur, veroorzaakt door ductiele deformatie. S-fabric is een planair maaksel zoals splijting of foliatie. Tektonische gesteentes waarin zulke vlakken de dominante structuur zijn, zijn S-tektonieten. L-fabric is het maaksel van een gesteente waarin een lineaire structuur dominant aanwezig is. Dit is bijvoorbeeld het geval bij stretching lineations. Een dergelijk gesteente is een L-tektoniet.